# اجواء لزق
قريه لزق هي قريه ريفيه في محافضة شمال الشرقية، يتعدى سياح قريت لزق في الشتاء ألف شخص من باحثين الاثار وهذا ما يميز قريه لزق.

## أجواء قريه لزق:
عملية التغيير والتجديد في البيئة المحيطة بنا، أمر نحتاج إليه من حين إلى آخر، رغبة في إضفاء قدر من البهجة والسرور على النفس، عندما نوجد في مكان جديد ومختلف.. وهناك الكثير من الخيارات والأفكار التي يقدمها عدد من مصممي الأثاث، من خامات أكسسوارات، تسهم في خلق فراغات وردهات أكثر متعة، منها ما هي مستمدة من طبيعة الأجواء الراسية عند أعتاب المنزل أو الانطلاق إلى بيئة مشغولة بمفهوم الطبيعة الريفية المفعمة بالهدوء والاسترخاء، التي أضحت هي مطلب كل فرد يرغب في التخلص من ضغوط الحياة اليومية.
متوسط درجه الحراره صيفا: 19
متوصت درجه الحراره شتاءا: -2
وهذا ما يجذب السياح وباحثين الاثار
قرية لزق بولاية المضيبي محافظة الشرقيه شمال تبعد من مسقط وتحديداً من دوار برج الصحوه مسافة 130 كيلو تقريبا وعن "نزوي" 103 كيلو وتبعد عن مركز الولايه حوالي 17 كيلو وهي متوسطه بين نيابة سمد الشأن والولايه وتحدها من جهة الشرق ولاية أبراء والتي تبعد حوالي 65 كيلو. تتمتع قرية لزق بموقعها الجغرافي وأيضاً بها العديد من المزارات السياحيه والتراثيه والتي تحكي عن التاريخ وما زالت شاهده وتحكي لاجيال قادمه.
تتبع القريه قري صغيره منها ( السليل - معيقل - دقيق - الكحله - المختبيه - الغبيره - الشويعي )